# Arsen'ev (Russia)
Arsen'ev (anche traslitterato come Arsenjev o Arsenyev) è una città della Russia orientale, situata nel territorio di Primorje. 
| 1939   | 1959   | 1970   | 1979   | 1989   | 2002   | 2007   |
| ------ | ------ | ------ | ------ | ------ | ------ | ------ |
| 11 000 | 26 300 | 47 300 | 60 100 | 70 032 | 62 896 | 58 700 |

## Storia
La città risale al 1895, quando fu fondato da alcuni emigrati di origine ucraina l'insediamento di Semënovka; nel 1952 il villaggio venne rinominato con il nome attuale, in onore di Vladimir Arsen'ev, esploratore e scienziato russo che visitò queste plaghe ai primi del secolo.

## Economia
Le risorse economiche della città sono l'industria meccanica, prevalentemente per scopi militari, e una sempre maggiore presenza turistica derivante dai notevoli paesaggi della zona e da alcune stazioni attrezzate per gli sport invernali.